# Tischkegelspiel
Als Tischkegelspiele bezeichnet man Spiele, bei denen Kegel in einer kleinen, üblicherweise auf einem Tisch postierten Arena mit einer Kugel oder einem Kreisel umgeworfen werden. Tischkegelspiele sind fast immer aus Holz gefertigt.

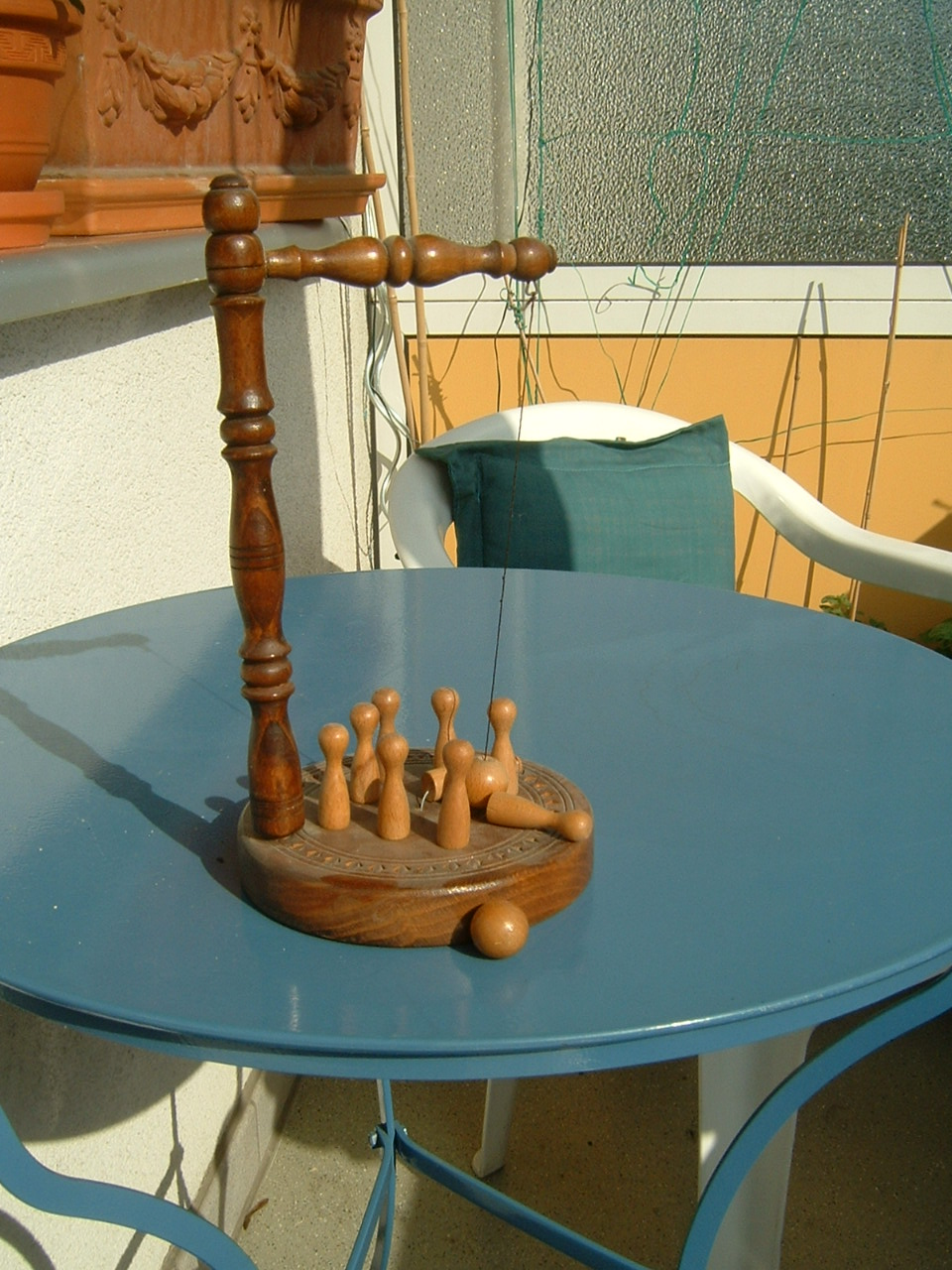
Einfaches Tischkegelspiel

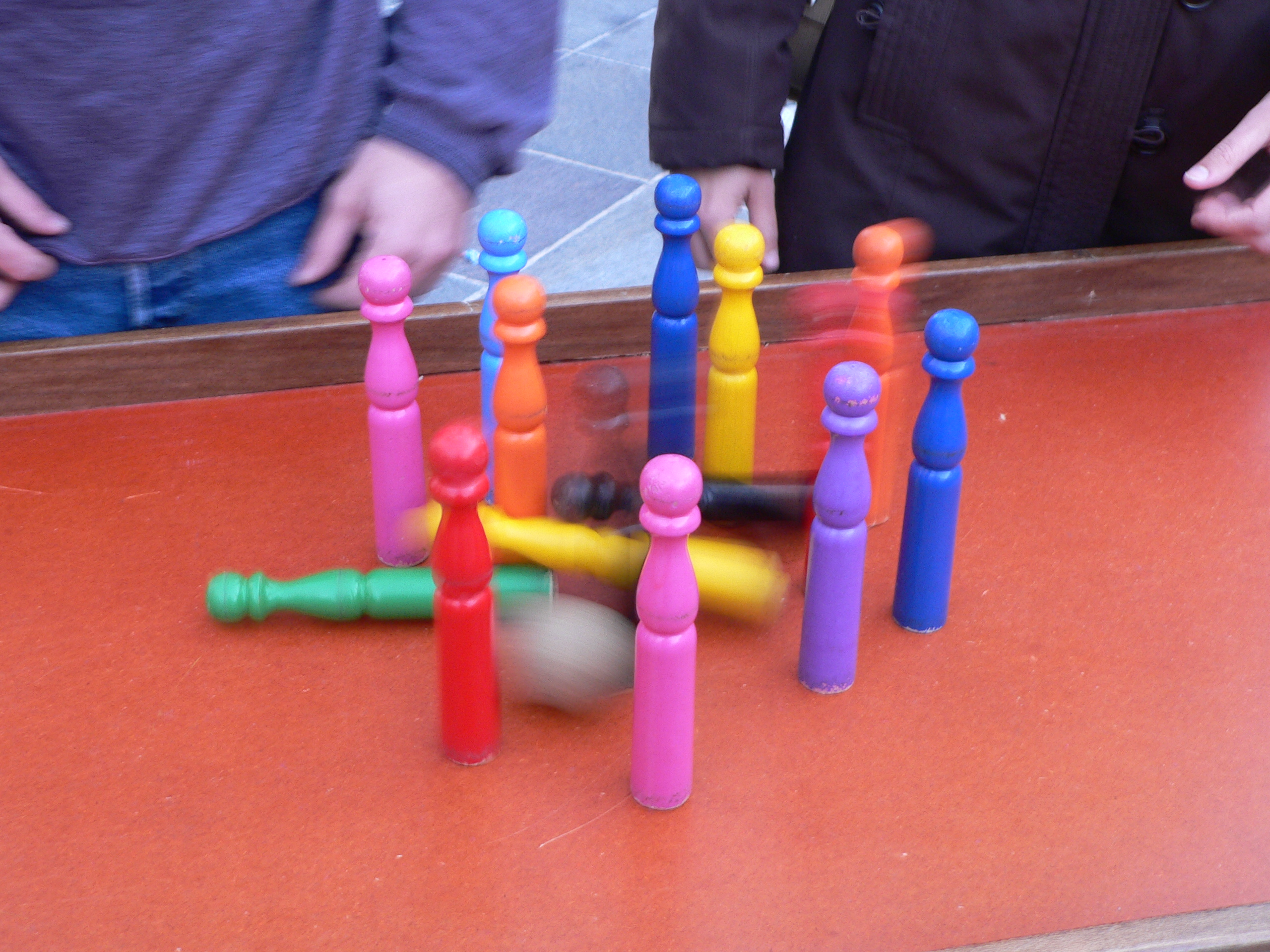
Kinder-Tischkegelspiel

## Tischkegelspiele

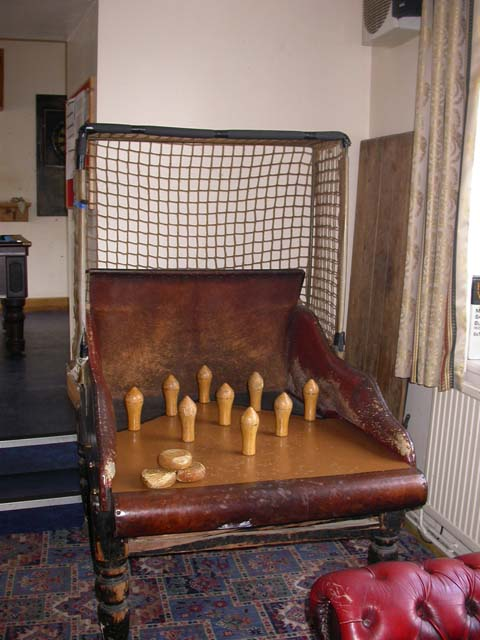
Hood Skittles

Tischkegelspiele stellen oft eine Übertragung des Kegelsports mit verkleinerten Elementen (Bahn, Kegel, Kugel) ähnlich dem Minigolf dar und gelten zum Teil als Kindervariante dieser Präzisionssportart.
Einfache mechanische Tischkegelspiele besitzen an einer Art Galgen befestigte Schnur mit einer kleinen Kegelkugel. Durch Anstoßen schwingt die Kugel kreisförmig oder auch vor und zurück. Es zählen die umgeworfenen Kegel pro Durchgang. Bei einigen Spielen werden die gefallenen Kegel per Hand wieder in ihre Ausgangsposition gebracht, andere besitzen einen Zugmechanismus, der die an Schnüren befestigten Kegel wieder aufstellt. In Großbritannien gilt dieses Spiel unter der Bezeichnung Devil Amongst the Tailors (Teufel mitten unter Schneidern) aus dem 18. Jahrhundert als Wirtshausspiel.
Eine Wurfvariante eines Tischkegelspiels stellt das in englischen Pubs speziell in den Regionen Northamptonshire, Leicestershire und Bedfordshire gespielte Hood Skittles dar. Ursprünglich warf man mit kleinen Käsescheiben auf die 9 Kegel. Inzwischen benutzt man Lederscheiben und wirft auf einen speziell mit Polstern und Fangnetz ausgestatteten Tisch, der somit einem Stuhl ähnelt.

## Tiroler und Meraner Tischkegelspiel
Bekannt ist diese Sportart besonders in Bayern (Mering), Tirol (Tiroler Tischkegelspiel), Südtirol (Meraner Tischkegelspiel) und Oberösterreich, aber auch in Baden-Württemberg (Wolfach).

### Aufbau

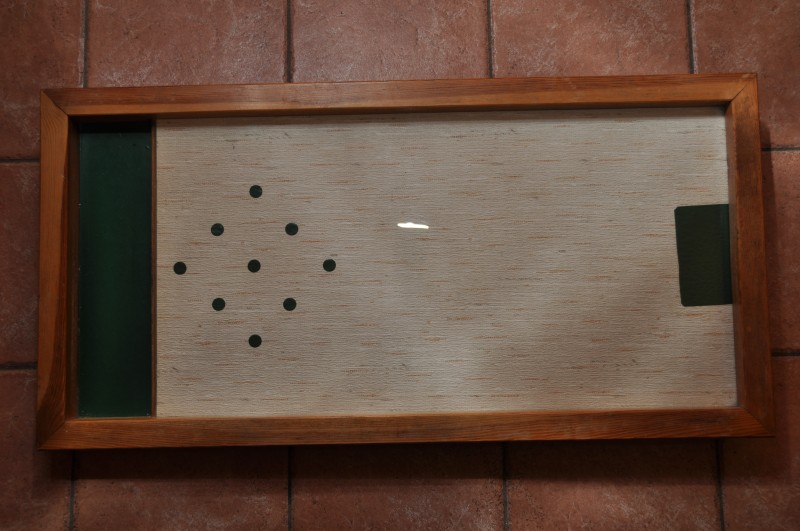
Die Tischkegelbahn

Die Tischkegelbahn besteht aus einer schrägen, eingerahmten Spielfläche, dem Tischkegeltisch. Dieser wird meist auf einen hüfthohen Tisch gestellt. Gespielt wird mit einem hölzernen Kreisel, mit dem versucht wird, möglichst viele der neun aufgestellten Kegel, auch aus Holz, zu Fall zu bringen.
Die Maße sind: Gesamtlänge 82 cm, Breite 41 cm. Der Rahmen ist dabei 3 cm breit. Die eigentliche Spielfläche ist 67 × 35 cm. Vom Spieler gesehen in Richtung Kegeln ist die Bahn etwa 1° abwärts geneigt, von links nach rechts ist die Bahn rund 4° geneigt. Das heißt, der Kreisel bewegt sich normalerweise in halbkreisförmigen Schwüngen in Richtung der höheren rechten Seite. Die einzelnen Kegel sind etwa 6 cm vom nächsten entfernt. Die Markierung der Kegel bildet ein Quadrat, 45° verschoben von der Perspektive des Spielers, mit einer Kantenlänge von 12 cm. Diese Werte unterscheiden sich regional.

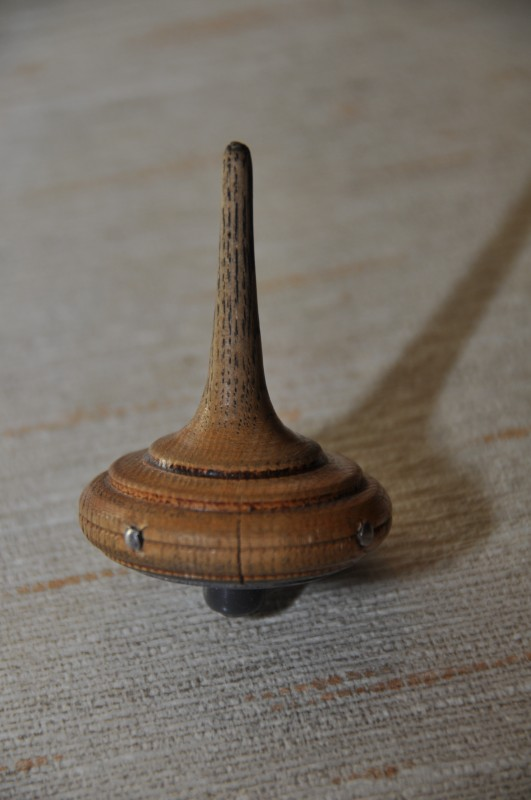
Der Kreisel

Die Bahn besteht oft aus Lärchenholz oder anderem Hartholz. Um eine optisch ansprechende, Oberfläche zu erreichen, kann man etwa eine Tapete aufkleben. Darüber wird eine Glasplatte montiert. Es gibt ein Feld, das die Position des Kreisels beim Wegdrehen kennzeichnet. Wird außerhalb dieses Feldes gestartet, so ist der Schub ungültig. Am anderen Ende sind die Kegel, deren Position durch 9 Punkte zum Aufstellen gekennzeichnet sind. Ganz am Ende ist eine Vertiefung, in der die gefallenen Kegel landen (sie bleiben jedoch oft auch auf der Spielfläche liegen).

### Kreisel und Kegel

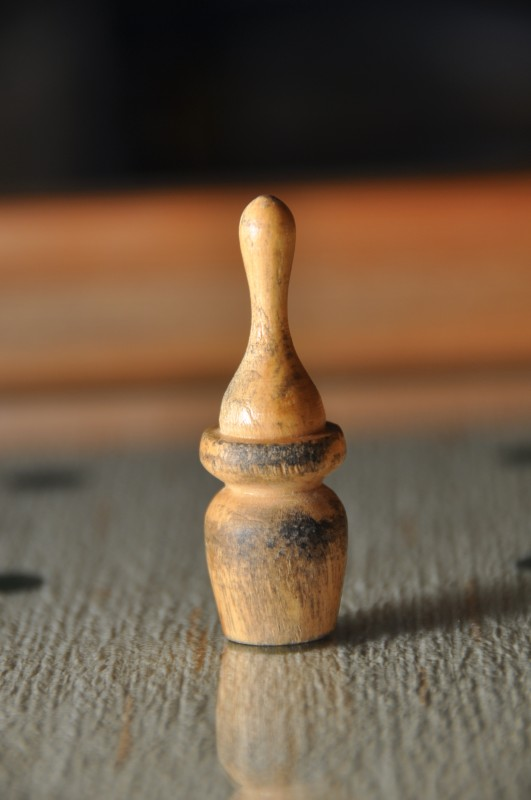
Ein Kegel

Der Kreisel ist aus Holz und üblicherweise 6 cm hoch und unten in der Ausbuchtung 4 cm breit. Der Kreisel ist mit Blei beschwert, um den Schwerpunkt unten zu haben. Um bessere Kreiseleigenschaften zu erzielen, ist er außerdem mit 4 Nägeln an jeder Seite horizontal verstärkt. Der Kreisel sollte nicht breiter sein als der Abstand der Kegel (etwa 6 cm).
Ein Kegel ist ebenfalls etwa 6 cm hoch und an der breitesten Stelle ca. 2,3 cm breit.

### Spiel
Der Spieler stellt sich vor den Tisch und hält den Kreisel üblicherweise zwischen Daumen und Zeigefinger und dreht den Kreisel. Es wird auch als Schub bezeichnet. Dieser bewegt sich dann in Halbbögen oder gerade zu den Kegeln hin. Auch wenn der Kreisel auskommt, ist dieser Schub zu werten.

#### Spielvarianten
- Meraner Tischkegelspiel
- Verflixte9
- Damischer Hansl

## Oberösterreichisches Tischkegeln
Regional im südlichen Oberösterreich wird das Tischkegelspiel Drauln bezeichnet. Das Wort leitet sich aus dem Dialektwort für Kreisen, Drehen (Draul) ab. Früher hieß das Spiel Pumwoilfaln.
Das Drauln ist ein Unterhaltungssport. Dabei zählen oft Geschicklichkeit und Glück. Je nachdem, wie man den Kreisel dreht, unterscheidet man zwischen Bogenschub und dem geraden (klassischen) Schub.

### Zählweise

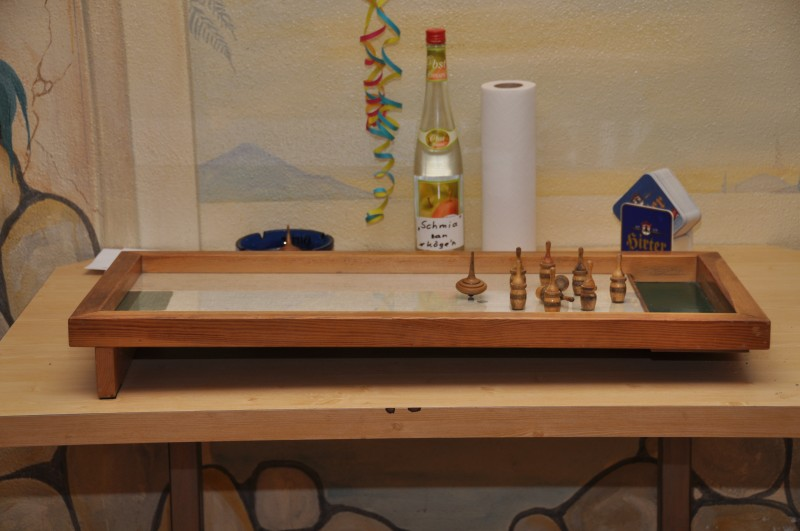
Ein Schub beim Tischkegeln

Die Zählweise ist wie beim richtigen Kegeln. Der vorderste Kegel verdoppelt die Anzahl der Punkte. Werden die drei in einer Reihe getroffen, zählen sie neun. Fallen alle Kegel, so ist das eine Sau mit 36 Punkten. Bleibt nur der innerste stehen, so bedeutet das ein Kranzl und zählt 24 Punkte.

### Spielvarianten
- Das Schanzeln: Drei Schub pro Spieler, Punkte werden addiert.
- Das Abräumen: Drei Schübe, wobei zwischen den Schüben nicht neu aufgestellt wird. Sind die ersten Punktegleich, wird nachgesetzt. Es geht mit neuem Einsatz in die nächste Runde, wobei alle Spieler (nicht nur die ersten Punktegleichen) wieder mitspielen dürfen. Das geht so lange, bis ein Sieger feststeht.

### Turniere
Es werden regelmäßig Turniere veranstaltet, die in etwa wie folgt ablaufen: Es gibt einen Stand, bei dem 5 Schübe gespielt werden können (mit oder ohne Geldeinsatz). Die Punkte werden addiert. Vor jedem Neubeginn sind drei Probeschübe erlaubt. Gefällt dem Spieler der Probeschub, kann er dies als erstes Spiel werten und verzichtet auf die weiteren. Es werden die drei besten Stände addiert. Sieger ist der mit den drei besten Stände erreichten Punktezahl. Eine Besonderheit ist noch das Hinabschreiben (owischreiben). Spielt man in einem Stand und es ist ein besonders guter Schub gelungen, kann man auf den aktuellen Stand verzichten, und man beginnt mit diesem Schub den neuen Stand.

### Reinigung der Bahn
Da manche Spieler mit Asche (oder auch Kreide) drehen (um eine bessere Griffigkeit zu erreichen etwa bei feuchten Fingern), wird die Bahn immer wieder verschmutzt. Üblicherweise wird die Bahn mit Schnaps (Obstler) gereinigt. Man kann auch Fensterreinigungsmittel verwenden, mit dem Nachteil, dass die Bahn manchmal zu glatt (rutschig) wird. Mit einer Küchenrolle wird die Bahn meist dann sauber gemacht.

## Tischkegeln im Werdenfelser Land
Eine regionale Variante in der Gegend um Garmisch-Partenkirchen ist das hier so genannte Stoßbuddeln (oder auch Stossbuddeln). Mit einem Queue stößt der Spieler eine Kugel an, um möglichst viele der neun Kegel einer Miniaturkegelbahn zu treffen.
Der erste Tisch dieser Art hat wohl um 1940 in einem Cafehaus in der Schweiz gestanden. Hier sogar mit manueller Aufstellautomatik.